# بانو بلوز می‌خواند (فیلم)
بانو بلوز می‌خواند (به انگلیسی: Lady Sings the Blues) یک فیلم سینمایی آمریکایی در ژانر درام و فیلم زندگی‌نامه‌ای محصول سال ۱۹۷۲ به کارگردانی سیدنی جی. فیوری با بازی دایانا راس است.

## خلاصه داستان فیلم
فیلم داستان زندگی پر فراز و نشیب و ظهور و سقوط ستاره افسانه‌ای موسیقی جاز "بیلی هالیدی" را به تصویر می‌کشد...